# Norðdepil

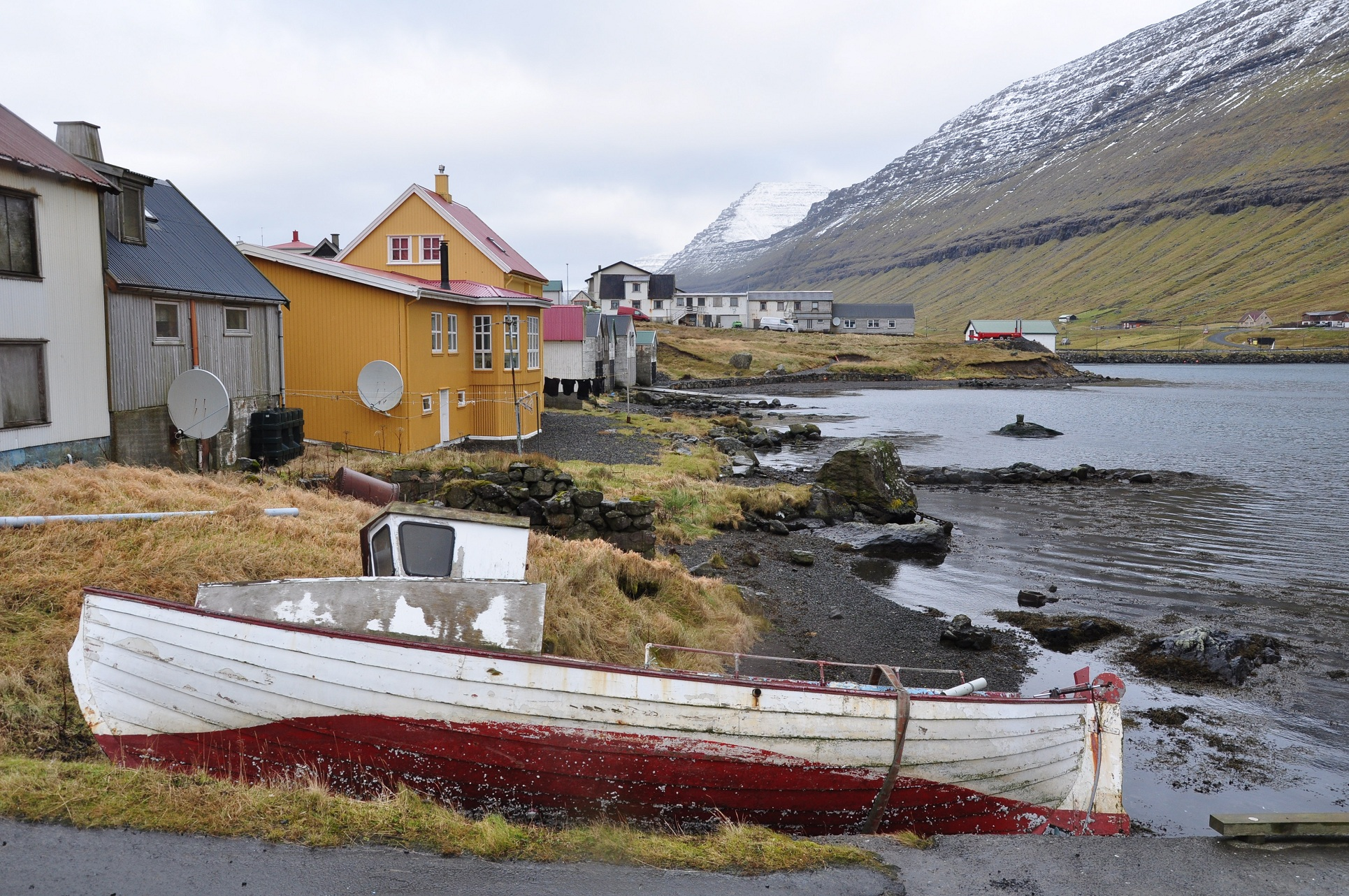
Norðdepil

Norðdepil (dánul: Norddeble) település Feröer Borðoy nevű szigetén.  Közigazgatásilag Hvannasund községhez tartozik.

## Földrajz
A falu a sziget keleti partján fekszik, azon a ponton, ahol a Borðoy és Viðoy szigetek között a legkisebb a távolság. A vele átellenben fekvő Hvannasund településsel egy töltés köti össze, amin műút húzódik.

## Történelem
A települést 1866-ban alapította Sivar Sivertsen, aki á Oyrini néven boltot nyitott itt. 1895-ben nyílt meg a falu iskolája. 1897-1912 között bálnavadász-állomás működött Norðdepilben.

## Népesség
| Év              | Lakosság |
| --------------- | -------- |
| 1986. január 1. | 179      |
| 1991. január 1. | 189      |
| 1996. január 1. | 157      |
| 2001. január 1. | 159      |
| 2006. január 1. | 170      |

## Közlekedés
Norðdepilből északi irányban Múli, dél felé Depil és Klaksvík érhető el közúton, valamint a közelben található a szomszédos szigeten fekvő Hvannasundba vezető töltés is. A települést érinti a Klaksvík és Viðareiði közötti 500-as buszjárat.